# 広島県道272号上宮町新地線
広島県道272号上宮町新地線（ひろしまけんどう272ごう かみみやのまちしんちせん）は、広島県安芸郡府中町を通る一般県道である。

## 概要
安芸郡府中町宮の町3丁目から安芸郡府中町茂陰2丁目に至る。

### 路線データ
- 起点：広島県安芸郡府中町宮の町3丁目（広島県道151号府中海田線・広島県道152号府中祇園線起点）
- 終点：広島県安芸郡府中町茂陰2丁目（府中町新地交差点、広島県道164号広島海田線交点）
- 総延長：1.5 km

## 路線状況

### 道路施設

#### トンネル
- 茂陰トンネル：延長267 m、1998年（平成10年）竣工、安芸郡府中町

## 地理

### 通過する自治体
- 広島県
  - 安芸郡府中町

### 交差する道路
| 交差する道路                                    | 交差する場所 | 交差する場所            |
| ----------------------------------------------- | ------------ | ----------------------- |
| 広島県道151号府中海田線 広島県道152号府中祇園線 | 宮の町3丁目  | 起点                    |
| 広島県道84号東海田広島線                        | 大通1丁目    | 大通1丁目6番交差点      |
| 広島県道164号広島海田線                         | 茂陰2丁目    | 府中町新地交差点 / 終点 |

### 交差する鉄道
- 山陽新幹線
- 山陽本線

### 沿線
- 府中町役場
- みくまり峡
- 府中大川